# Krsto Zmajević
Krsto Zmajević  (1640. – 1698.), pomorski kapetan, borac protiv gusara, trgovac, gradski kapetan.

## Životopis
Rođen u poznatoj hrvatskoj pomoračkoj obitelji iz Perasta Zmajevićima. Brat je nadbiskupa i hrv. književnika Andrije, sin Nikole, koji se s majkom udovicom Anđušom i trojicom braće početkom XVII. st. iz Kotora odselio u Perast. Imao je sinove Vicka, koji je poslije postao nadbiskup, i Matiju, pomorca koji je postao ruski admiral.
Gradski kapetan Perasta bio je u nekoliko navrata. Proslavio se 1675. uništenjem deset gusarskih brodova iz Ulcinja. Ti su gusari harali po Jadranu. Mletački ga je Senat nagradio za taj podvig. Dobio je povlasticu gradnje brodova velike nosivosti. Najveće dopuštena nosivost za brodove na ovoj strani bila je 500 stara.